# Mezdra
Mezdra (en búlgaro: Мездра) es una ciudad de Bulgaria, capital del municipio homónimo en la provincia de Vratsa.

## Geografía
Se encuentra a una altitud de 234 m s. n. m. a 96.9 km de la capital nacional, Sofía.

## Demografía
Según estimación 2012 contaba con una población de 10 321 habitantes.
|         | 2004   | 2005   | 2006   | 2007   | 2008   | 2009   | 2010  |
| Mujeres | 5 593  | 5 915  | 5 885  | 5 761  | 5 761  | 5 720  | 5 674 |
| Varones | 5 605  | 5 500  | 5 445  | 5 301  | 5 254  | 5 176  | 5 095 |
| Total   | 11 598 | 11 415 | 11 330 | 11 062 | 11 015 | 10 896 | 10769 |